# エマヌエーレ・フィリッピーニ
- エマヌエレ・フィリッピーニ

エマヌエーレ・フィリッピーニ（Emanuele Filippini, 1973年7月3日 - ）は、イタリア・ブレシア出身の元サッカー選手。ポジションは守備的MF。アントニオ・フィリッピーニは双子の兄で、キャリアを通じほぼ同じチームでプレーした。

## 略歴
ブレシアのユースを経て、トップチームの試合でベンチに座るが、出場機会が無いまま、兄のアントニオと共に1995年までの3シーズン、オスピタレットに貸し出された。
1995-96シーズン、兄と共にようやくブレシアへ複帰。ブレシアでは兄弟揃ってブレシアファンの人気を集めた。1997-98シーズンにチームはセリエAに昇格、開幕節のインテル戦に先発し、兄弟揃ってセリエAの舞台を踏んだ。
2002-03シーズンにローンでパルマへと移籍することになり、初めて兄と別のチームでプレーすることとなった。パルマ対ブレシア戦で初の兄弟対決が実現、試合はパルマが4-3で勝利した。このシーズンはレギュラーとしてプレー、2003-04シーズンも多く起用されていたものの、冬の移籍市場で兄がプレーするパレルモへと移籍した。
その後もラツィオ 、トレヴィーゾ、リヴォルノでそれぞれ兄と共にプレーしていたが、2009年に怪我を抱えていたことから引退した。兄アントニオはエマヌエーレの2シーズン後に現役を退いた。

## エピソード
ロナウド、ルイ・コスタの二人は、運動量が多いフィリッピーニ兄弟は2人ではなく、何人も居るかのように感じられ、対戦するのが嫌だったと話していた。特にロナウドは「悪夢」の様だったと話した。